# Adam Fox (Eishockeyspieler)
Adam Fox (* 17. Februar 1998 in Jericho, New York) ist ein US-amerikanischer Eishockeyspieler, der seit Mai 2019 bei den New York Rangers in der National Hockey League unter Vertrag steht und für diese auf der Position des Verteidigers spielt. Im Jahre 2021 erhielt er die James Norris Memorial Trophy als bester Abwehrspieler der NHL.

## Karriere

### Jugend
Adam Fox wurde in Jericho auf Long Island geboren und spielte in seiner Jugend unter anderem ebenda für die  Long Island Gulls. Zur Saison 2014/15 wechselte er ins USA Hockey National Team Development Program (NTDP), die zentrale Talenteschmiede des US-amerikanischen Eishockeyverbands USA Hockey. In den folgenden beiden Jahren nahm der Abwehrspieler mit den Auswahlen des NTDP am Spielbetrieb der United States Hockey League (USHL) teil und bestritt darüber hinaus eine Reihe von nationalen und internationalen Partien. In der Folge wurde er im NHL Entry Draft 2016 an 66. Position von den Calgary Flames ausgewählt. Seine Karriere setzte er jedoch vorerst im College-Bereich fort, so wechselte er zur Saison 2016/17 an die Harvard University. Mit den Crimson lief der US-Amerikaner fortan in der ECAC Hockey auf, einer Liga der National Collegiate Athletic Association (NCAA), und feierte bereits in seiner ersten Saison den Gewinn der ECAC-Meisterschaft mit dem Team. Darüber hinaus verzeichnete er als Freshman einen Punkteschnitt von über 1,0 pro Spiel, sodass er ins First All-Star Team sowie ins All-Rookie Team berufen und als Rookie des Jahres der ECAC ausgezeichnet wurde. Diese Leistungen bestätigte der Verteidiger im Folgejahr, sodass er erneut im First All-Star Team Berücksichtigung fand. Dies gelang ihm auch in seiner dritten und letzten Saison in Harvard, als er seine persönliche Statistik noch einmal deutlich auf 48 Scorerpunkte aus 33 Spielen steigerte. Darüber hinaus wurde Fox als Spieler des Jahres der ECAC ausgezeichnet und neben Cale Makar und Jimmy Schuldt als einer von drei Finalisten für den Hobey Baker Memorial Award nominiert, der den besten College-Spieler des Landes ehrt. Dieser Titel wurde in der Folge Cale Makar zuteil.

### NHL
Die Spielerrechte an Fox waren bereits im Juni 2018 erstmals gewechselt, als die Calgary Flames ihn samt Dougie Hamilton und Micheal Ferland an die Carolina Hurricanes abgegeben hatten. Die Flames erhielten im Gegenzug Noah Hanifin und Elias Lindholm. Die Hurricanes wiederum transferierten die Rechte an ihm im April 2019 weiter zu den New York Rangers, die dafür ein Zweitrunden-Wahlrecht im NHL Entry Draft 2019 sowie ein konditionales Drittrunden-Wahlrecht im NHL Entry Draft 2020 nach Carolina schickten. Aus dem Drittrunden-Wahlrecht soll eines für die zweite Runde werden, sofern Fox in der Spielzeit 2019/20 mindestens 30 Spiele für die Rangers bestreitet. Diese statteten den Abwehrspieler wenig später im Mai 2019 mit einem Einstiegsvertrag aus, ehe er sich in der anschließenden Saisonvorbereitung einen Platz im Kader der Broadway Blueshirts erspielte und somit Anfang Oktober 2019 in der National Hockey League (NHL) debütierte. Seine erste NHL-Saison beendete er mit 42 Scorerpunkten aus 70 Partien, bevor er diese Leistung im Folgejahr deutlich auf 47 Punkte in 56 Spielen steigerte, wobei er alle Abwehrspieler der NHL in Torvorlagen (42) anführte und sich in der Scorerwertung nur hinter Tyson Barrie (48) platzierte. In der Folge nominierte man ihn gemeinsam mit Victor Hedman und Cale Makar für die James Norris Memorial Trophy, die den besten Verteidiger der Liga ehrt. Diese gewann Fox in der Folge auch, wobei er nach Bobby Orr zum zweiten Spieler der NHL-Historie wurde, der diese Auszeichnung bereits in seiner zweiten Spielzeit erhält. Darüber hinaus wurde er im NHL First All-Star Team berücksichtigt.
Anschließend unterzeichnete Fox im Oktober 2021 einen neuen Siebenjahresvertrag in New York, der ihm mit Beginn der Spielzeit 2022/23 ein durchschnittliches Jahresgehalt von 9,5 Millionen US einbringen soll. In der Folgesaison 2021/22 bestätigte er seine Leistungen aus dem Vorjahr mit 74 Punkten in 78 Spielen, bevor er in den Playoffs 2022 mit 23 Punkten aus 20 Partien gar einen Punkteschnitt von über 1,0 pro Spiel verzeichnete. Mit den Rangers erreichte er dabei das Conference-Finale, unterlag dort allerdings den Tampa Bay Lightning mit 2:4. Am Ende der Saison 2022/23 wurde er erneut ins NHL First All-Star Team berufen, während er bei der Wahl für die James Norris Memorial Trophy den zweiten Rang hinter Erik Karlsson belegte.

### International
Erste internationale Erfahrungen sammelte Fox im Rahmen der World U-17 Hockey Challenge 2014 im November, bei der er mit der U17-Auswahl des USA Hockey National Team Development Program die Silbermedaille gewann. Im Jahr darauf nahm er mit der Mannschaft an der U18-Weltmeisterschaft 2016 teil und errang dort die Bronzemedaille, während er persönlich als bester Abwehrspieler ausgezeichnet und ins All-Star-Team des Turniers gewählt wurde. Anschließend wurde er mit der U20-Nationalmannschaft der USA im Jahre 2017 Junioren-Weltmeister und ließ 2018 eine weitere Bronzemedaille folgen. Schließlich gab Fox bei der Herren-Weltmeisterschaft 2019 sein Debüt für das Team USA, belegte dort mit der Auswahl jedoch nur den siebten Rang.

## Erfolge und Auszeichnungen
| - 2017 Whitelaw-Cup-Gewinn mit den Harvard Crimson - 2017 ECAC First All-Star Team - 2017 ECAC Rookie of the Year - 2017 ECAC All-Rookie Team - 2018 ECAC First All-Star Team - 2019 ECAC-Spieler des Jahres - 2019 ECAC First All-Star Team | - 2019 Finalist für den Hobey Baker Memorial Award - 2021 James Norris Memorial Trophy - 2021 NHL First All-Star Team - 2022 Teilnahme am NHL All-Star Game (verletzungsbedingte Absage) - 2023 Teilnahme am NHL All-Star Game - 2023 NHL First All-Star Team - 2024 NHL Second All-Star Team |

### International
| - 2014 Silbermedaille bei der World U-17 Hockey Challenge - 2016 Bronzemedaille bei der U18-Weltmeisterschaft - 2016 Bester Verteidiger und All-Star-Team der U18-Weltmeisterschaft | - 2017 Goldmedaille bei der U20-Weltmeisterschaft - 2018 Bronzemedaille bei der U20-Weltmeisterschaft |

## Karrierestatistik
Stand: Ende der Saison 2024/25

### International
Vertrat die USA bei:
| - World U-17 Hockey Challenge November 2014 - U18-Weltmeisterschaft 2016 - U20-Weltmeisterschaft 2017 | - U20-Weltmeisterschaft 2018 - Weltmeisterschaft 2019 - 4 Nations Face-Off 2025 |

(Legende zur Spielerstatistik: Sp oder GP = absolvierte Spiele; T oder G = erzielte Tore; V oder A = erzielte Assists; Pkt oder Pts = erzielte Scorerpunkte; SM oder PIM = erhaltene Strafminuten; +/− = Plus/Minus-Bilanz; PP = erzielte Überzahltore; SH = erzielte Unterzahltore; GW = erzielte Siegtore; 1 Play-downs/Relegation; Kursiv: Statistik nicht vollständig)